# Prophalangopsidae
Famille
Les Prophalangopsidae sont une famille d'orthoptères.

## Liste des genres
Selon Orthoptera Species File :
- Cyphoderrinae Gorochov 1988
  - Cyphoderris Uhler, 1864
  - Paracyphoderris Storozhenko, 1980
- Prophalangopsinae Kirby, 1906
  - Aboilomimus Gorochov, 2001
  - Prophalangopsis Walker, 1871
  - Tarragoilus Gorochov, 2001
  - †Jurassobatea Zeuner, 1937
  - †Mesoprophalangopsis Hong, 1986
  - †Palaeorehnia Cockerell, 1908
  - †Zalmonites Handlirsch, 1906
- †Aboilinae Martynov 1925
  - †Aboilus Martynov, 1925
  - †Angustaboilus Li, Ren & Meng, 2007
  - †Apsataboilus Gorochov, 1990
  - †Bacharaboilus Gorochov, 1988
  - †Baissaboilus Gorochov, 1996
  - †Brunneus Hong, 1983
  - †Circulaboilus Li, Ren & Wang, 2007
  - †Flexaboilus Li, Ren & Meng, 2007
  - †Furcaboilus Li, Ren & Wang, 2007
  - †Karatailus Gorochov, 1996
  - †Notohagla Johns, 1996
  - †Novaboilus Li, Ren & Meng, 2007
  - †Pamphagopsis Martynov, 1925
  - †Procyrtophyllites Zeuner, 1935
  - †Prophalangopseides Sharov, 1968
  - †Pseudohagla Sharov, 1962
  - †Pycnophlebia Deichmuller, 1886
  - †Sigmaboilus Fang, Zhang, Wang & Zhang, 2007
  - †Sunoprophalangopsis Hong, 1982
  - †Tettaboilus Gorochov, 1988
  - †Utanaboilus Gorochov, 1990
- †Chifengiinae Hong, 1982
  - †Aenigmoilus Gorochov, Jarzembowski & Coram, 2006
  - †Aethehagla Meng & Ren, 2006
  - †Ashanga Zherikhin, 1985
  - †Ashangopsis Lin, Huang & Nel, 2008
  - †Chifengia Hong, 1982
  - †Grammohagla Meng & Ren, 2006
  - †Habrohagla Ren, Lu, Guo & Ji, 1995
  - †Hebeihagla Hong, 1982
  - †Parahagla Sharov, 1968
- †Protaboilinae Gorochov 1995
  - †Protaboilus Gorochov, 1988
- †Termitidiinae Zeuner 1939
  - †Agrionidium Westwood, 1854
  - †Mesogryllus Handlirsch, 1906
  - †Pseudaboilus Gorochov, Jarzembowski & Coram, 2006
  - †Termitidium Westwood, 1854
  - †Tettigoilus Gorochov, Jarzembowski & Coram, 2006
  - †Zalmona Giebel, 1856
- †Tettohaglinae Gorochov 2003
  - †Tettohagla Gorochov, 1996
- sous-famille indéterminée
  - †Albertoilus Kevan & Wighton, 1981
  - †Cratohaglopsis Martins-Neto, 1991
  - †Kevania Martins-Neto, 1991
  - †Sinoprophalangopsis Hong, 1983

## Référence
- Kirby, 1906 : A Synonymic Catalogue of Orthoptera (Orthoptera Saltatoria, Locustidae vel Acridiidae). vol. 2, (texte original)